# اريك شو (لاعب كرة قدم أمريكية)
اريك شو (بالإنجليزية: Eric Shaw)‏ هو لاعب كرة قدم أمريكية أمريكي، ولد في 17 سبتمبر 1971 في بينساكولا في الولايات المتحدة.

## وصلات خارجية
- اريك شو على موقع مرجع كرة القدم المحترفة.كوم (الإنجليزية)
- اريك شو على موقع JustSportsStats.com (الإنجليزية)